# Danaë (Tizian)
Danaë benämns en serie oljemålningar av den italienske renässanskonstnären Tizian. Konstnärens motivval var mycket omtyckt (jämför Venus från Urbino) och han fick beställningar på kopior; det finns åtminstone sex versioner som alla utfördes omkring 1550. De är idag utställda på museum i Neapel, London, Madrid, Wien, Chicago och Sankt Petersburg.

## Motiv
Motivet är hämtat från den grekiska mytologin och skildrar Danaë, dotter till kung Akrisios av Argos. När ett orakel förutsåg att Akrisios dotterson skulle döda honom spärrade han in den ännu barnlösa Danaë för att hindra profetian skulle gå i uppfyllelse. Zeus, som förälskat sig i prinsessan, tog sig dock in i hennes fängelse i form av ett guldregn och förförde henne. Danaë födde därefter sonen Perseus som många år senare av misstag dödade sin morfar med en diskus. 

## Neapelversionen
Tizian målade den första versionen i Rom på beställning av kardinal Alessandro Farnese (som han porträtterade i Paulus III och hans nepoter). Den väckte stort uppseende på grund av sin vågade framställning och det målartekniskt perfekta utförandet. Bilden visar hur Zeus tar sig in i Danaës fängelse i form av ett guldregn. I höger bildkant ledsagas scenen av den lekfulle Amor, som iakttar guldregnet. De olika versionerna skiljer sig åt och i de senare har Amor bytts ut mot en äldre tjänstekvinna. I Wien-, Chicago- och Sankt Petersburgsversionerna (tidigare även Londonversionen) framträder Zeus ansikte i guldregnet.

## Londonversionen

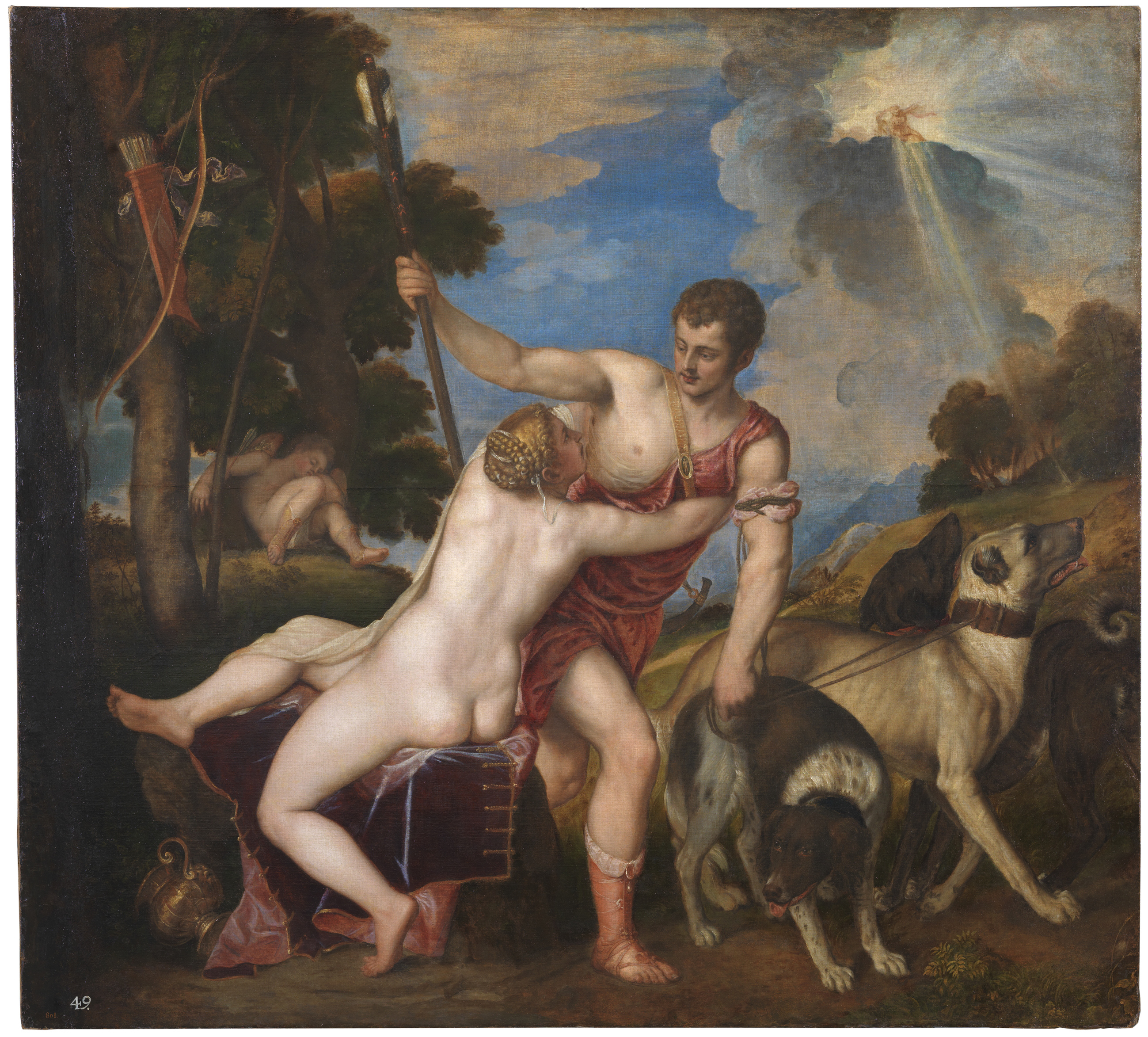
Tizian, Venus och Adonis (1554), Pradomuseet.

Londonversionen ingick i en serie mytologiska målningar som Tizian utförde mellan 1549 och 1562 på uppdrag av Filip II av Spanien. De sex målningarna var alla baserade på den romerske poetens Ovidius Metamorfoser och förutom Danaë ingick Venus och Adonis, Perseus och Andromeda, Diana och Aktaion, Diana och Kallisto och Europas bortrövande. Konstnären uppfattade dem själv som bilddikter ("poesie") vilket möjligen ska ses i samband med den samtida debatten om vilken konstform som rankades högst, och därmed förstås som ett argument att måleriet var överlägset poesin. De tillkom när Tizian var en högt respekterad konstnär och han hade förmodligen stor frihet i valet av motiv. 
Tavlan stals från den spanska kungens samling i Palacio del Buen Retiro av den retirerande Joseph Bonaparte som dock förlorade den till Arthur Wellesley, hertig av Wellington efter slaget vid Vitoria 1813. Den och ett 80-tal andra tavlor från den spanska kungens samling gavs senare av Ferdinand VII av Spanien till hertigen av Wellington och är idag utställda på Apsley House i London. Tavlan var från början större och tros ha haft ungefär samma dimension som sin pendang Venus och Adonis. Men vid en restauration skars den övre tredjedelen bort, vilken bland annat innehöll Zeus ansikte. Det var alltså inte Madridversionen som beställdes av Filip II, den kom till Spanien när Diego Velázquez förvärvade den på 1620-talet.

## Olika versioner
| Bild | Samling                                                                         | Plats                      | Storlek       | År           | Typ         |
| ---- | ------------------------------------------------------------------------------- | -------------------------- | ------------- | ------------ | ----------- |
|      | Museo di Capodimonte                                                            | Neapel, Italien            | 117 x 69      | 1544–1545    | Olja på duk |
|      | Apsley House (Wellington Collection)                                            | London, Storbritannien     | 117 x 69      | 1553 (cirka) | Olja på duk |
|      | Pradomuseet                                                                     | Madrid, Spanien            | 129,8 x 181,2 | 1560–1565    | Olja på duk |
|      | Eremitaget                                                                      | Sankt Petersburg, Ryssland | 120 x 187     | 1554 (cirka) | Olja på duk |
|      | Kunsthistorisches Museum                                                        | Wien, Österrike            | 135 × 152     | 1555 (cirka) | Olja på duk |
|      | Barker Welfare Foundation (utlånad till Art Institute of Chicago)[källa behövs] | Chicago, USA               | 120,6 x 169,6 | 1555 (cirka) | Olja på duk |